# Widdrington Station
Widdrington Station – osada w Anglii, w hrabstwie Northumberland, w dystrykcie (unitary authority) Northumberland. Leży 9,9 km od miasta Morpeth, 20,5 km od miasta Alnwick i 426,9 km od Londynu. W 2016 miejscowość liczyła 2575 mieszkańców.